# Zítra se bude…
Zítra se bude... je opera Aleše Březiny a Jiřího Nekvasila. Text opery je založen na dokumentech soudního procesu s Miladou Horákovou.

## Inscenační historie
Opera byla poprvé uvedena v Divadle Kolowrat 9. dubna 2008. Pohostinsky byla inscenace uvedena i v Brně, Bystřici nad Pernštejnem, Hradci Králové, Litomyšli, Olomouci, Plzni, Svitavách a Třebíči. V zahraničí bylo představení uvedeno v Banské Bystrici, Helsinkách, Nitře a Wroclavi. Celkem byla opera uvedena 84x, derniéra proběhla 18. června 2013 opět v Divadle Kolowrat.

## Osoby a obsazení při premiéře
- Jan Mikušek
- Soňa Červená
- Kühnův dětský sbor
- Canti di Praga
- instrumentální soubor PurPur

## Ocenění
- Cena Alfréda Radoka 2008 v kategorii Ženský herecký výkon získala Soňa Červená[2]
- Cena Alfréda Radoka 2008 v kategorii Hudba získal Aleš Březina[2]
- Druhé místo v anketě Divadelních novin Inscenace roku 2008
- Cena Sazky a Divadelních novin za rok 2008 v kategorii Hudební divadlo získali Aleš Březina a Jiří Nekvasil

## Filmové zpracování
V roce 2010 byl pořízen filmový záznam opery, který režíroval Jan Hřebejk.